# Тенак (Приморская Шаранта)
Тена́к (фр. Thénac) — коммуна во Франции, находится в регионе Пуату — Шаранта. Департамент коммуны — Шаранта Приморская. Входит в состав кантона Сент-Запад. Округ коммуны — Сент.
Код INSEE коммуны — 17444.

## Население
Население коммуны на 2010 год составляло 1630 человек.
| 1962 | 1968 | 1975 | 1982 | 1990 | 1999 | 2010 |
| ---- | ---- | ---- | ---- | ---- | ---- | ---- |
| 673  | 705  | 710  | 807  | 922  | 1086 | 1630 |